# Giang Sơn, Cù Châu
Giang Sơn (chữ Hán phồn thể: 江山市, chữ Hán giản thể: 江山市, âm Hán Việt: Giang Sơn thị) là một thành phố cấp huyện thuộc địa cấp thị Cù Châu, tỉnh Chiết Giang, Cộng hòa Nhân dân Trung Hoa. Thành phố này có diện tích 2.018 km², dân số 570.000 người (năm 2002). Thời nhà Tần lập huyện Thái Mạt, thời nhà Đường tách lập huyện Tu Giang. Thời Ngũ Đại đổi thành huyện Giang Sơn. Năm 1987 lập thành phố. Mã số bưu chính của Giang Sơn là 324100, mã vùng điện thoại là 0570. Chính quyền nhân dân thành phố Giang Sơn đóng ở 118, đường Trung Sơn, trấn Tu Giang. Về mặt hành chính, thành phố Giang Sơn được chia thành 15 trấn, 14 hương. Tổng cộng có 2 khu cư dân, 562 ủy ban thôn.
- Trấn: Tu Giang, Thượng Dư, Tứ Đô, Giá Thôn, Ứ Đầu, Phong Lâm, Hiệp Khẩu, Trường Đài, Thạch Môn, Đại Kiều, Thanh Hồ, Đàn Thạch, Ngô Thôn, Tân Đường, Chấp Bát Đô.
- Hương: Mao Phản, Trương Thôn, Định Thôn, Giang Lang, Châu Thôn, Bảo An, Oản Diêu, Đại Trần, Đường Lĩnh, Đường Nguyên, Đại Loan Khẩu, Hà Gia Sơn, Tạp Nhị Đô, Song Khê Khẩu.